# 仙台ハイランド
仙台ハイランド（せんだいハイランド）は、宮城県仙台市青葉区にあった、遊園地・ゴルフ場・サーキットから構成される複合レジャー施設。青葉ゴルフが経営した。その後、仙台ハイランドには住宅地だけが残り様々な問題を抱えているが、2024年設立の株式会社ハイランドエステートにより管理が再開される。

## 概要
開業当時の所在地住所は仙台市ではなく、仙台市の西に隣接する宮城郡宮城町であった。このため「西仙台ハイランド」（にしせんだいハイランド）という名称であったが、合併により宮城町が仙台市に編入された後に、施設名を「仙台ハイランド」へと改称した。
敷地は青葉区と太白区を分ける尾根上で両区にまたがっており、登記上の所在地は青葉区であった。当該地へアクセスは、二経路整備されていた。メインは、道幅が広い大型車が通行可能な青葉区側（国道48号）からのアクセスが一般的であった。太白区側からのアクセス道は、道路幅員が狭小であり安全上普通車クラスまでの通行に限定されていた。
積雪地区に位置しており過去にはスキー場の営業も行っていた。スキー場施設の廃業後には仙台ハイランド全体の冬季閉鎖期間があった。例年3月中旬から営業し、遊園地は11月末、ゴルフ場（仙台ハイランドカントリークラブ）は12月下旬まで営業していた。
利用客の減少と老朽化のため、場内の施設は2014年から2016年にかけて順次営業を終了し閉鎖された。 東日本大震災の影響で、サーキットやゴルフ場の施設に数多くの損傷があり、サーキットは機能限定で復旧したが、ゴルフ場は営業再開が出来なかった。経営母体の青葉ゴルフは宮城県大和町でミヤヒル36ゴルフクラブなどを経営しており、2006年（平成18年）5月に民事再生法を申請したが、2021年（令和3年）春からゴルフ場も閉鎖したままの状態となり、同年8月18日に事業停止している。
施設は解体され、用地は売却されている。その後メガソーラーの発電所である新川メガソーラーハイランド第一発電所および仙台メガソーラーハイランド発電所が跡地に建設された。

## 施設

### 仙台ハイランド遊園地
南東北遊園地協議会加盟の遊園地。八木山ベニーランド（仙台市太白区）およびリナワールド（山形県上山市）との間で共通サービスがあった。
2015年8月30日をもって閉園した。観覧車とメリーゴーランドは、閉鎖後に宮城球場内にある楽天山パーク（ネーミングライツ権により現在の名称はスマイルグリコパーク）に移転し、現在も稼動している。

#### 遊具
- ジェットコースター
  - シースルーループコースター
  - ハリケーンコースター
- メリーゴーラウンド
  - モンスター
  - フラッシュダンス

- バンジージャンプ
  - 縦バンジー
  - 横バンジー
  - 逆バンジー
- 観覧車
- ツインドラゴン

#### プール
- レジャープール（屋外プール）
  - キャニオンライド（ウォータースライダー）
  - ウェットバブル
- アクアドーム（室内プール）
  - 流水プール
  - ウォーターボブスレー（ウォータースライダー）

#### その他
- 芋煮会施設
- ハイランドセンター（宿泊施設）

### 仙台ハイランドカントリークラブ
- 面積120万m2（約40万坪）
- コース形状は丘陵、グリーンはベント芝
- 18ホール、パー72
- 7,031ヤード、コースレート72.2

セイコーゴルフ場設計事務所の設計によるゴルフ場。フェアウェイが広いため視野はいいが、フェアウェイ上に点在する松の木立のために攻略ルートが限られる難コース。2016年11月30日をもって営業を終了した。

### 仙台ハイランドレースウェイ
- メインコース - 左回り4,063m

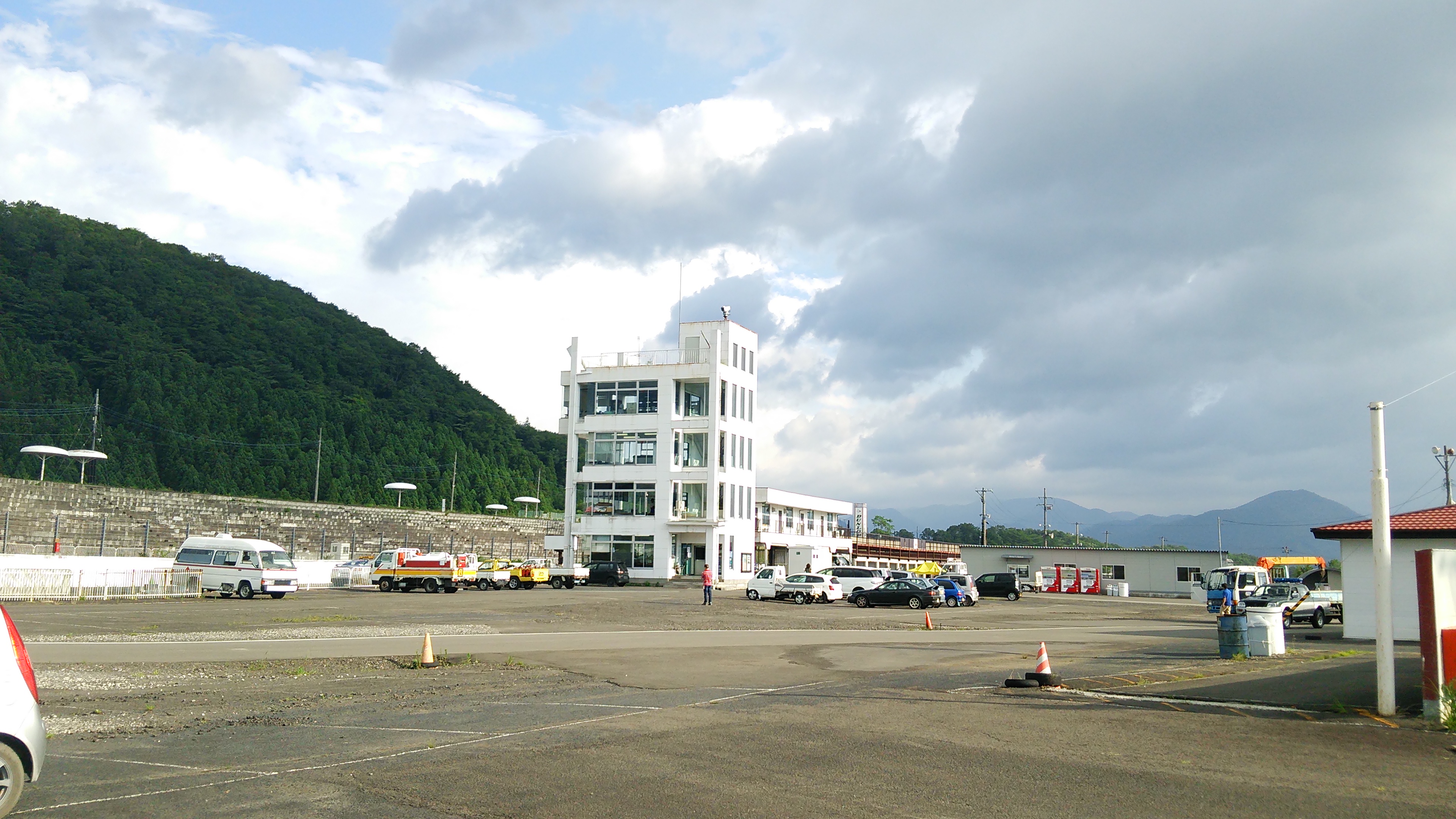
メインコース　コントロールタワー

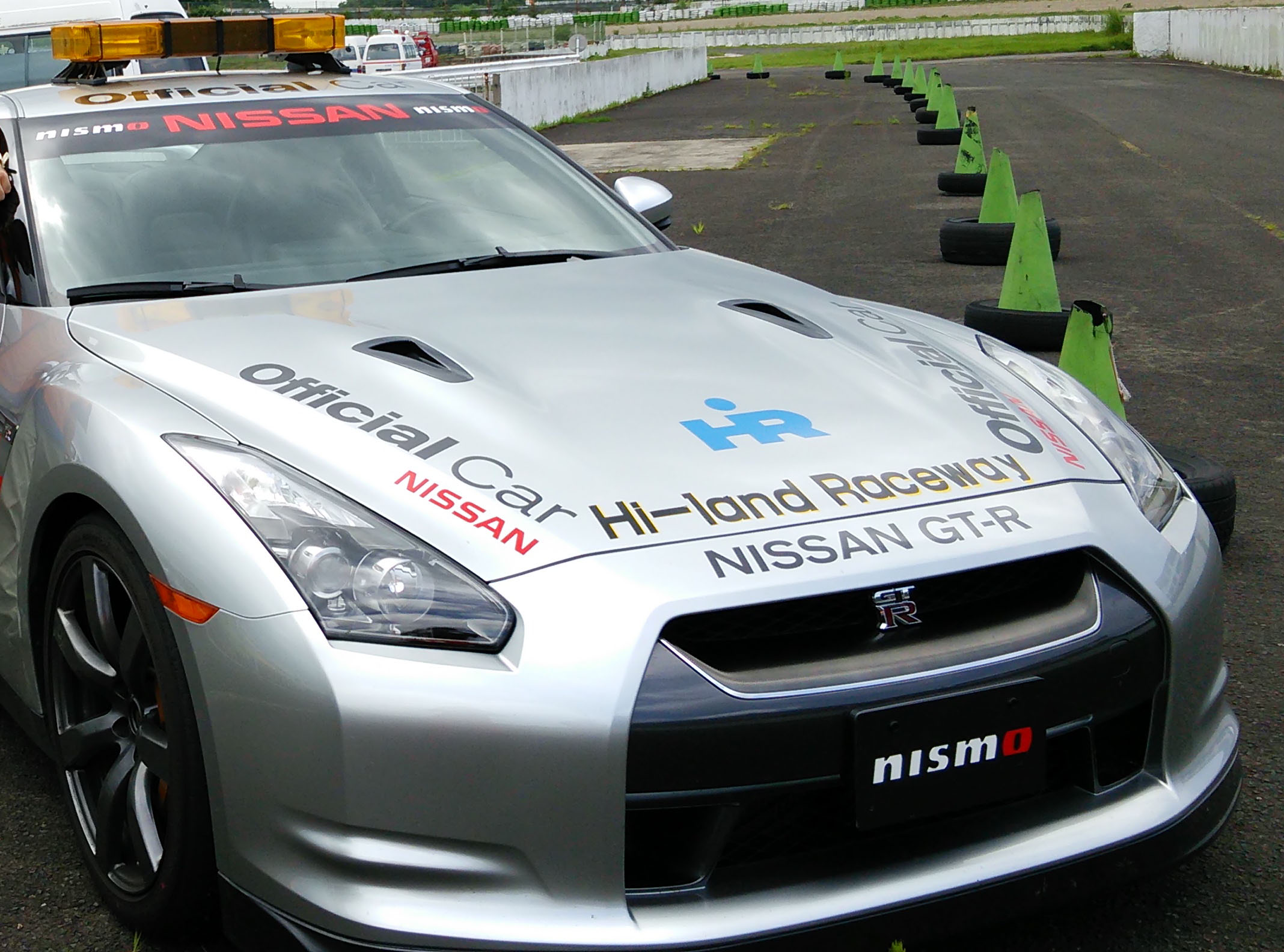
GT-R セーフティーカー

- オフロードコース - 全長1,463.70m
- ドラッグコース - 全長935.4m
- テクニカルコース - 全長705.73m
- レンタルカートコース - 全長452.0m

メインコースは、宮城県の山地を開発したため高低差があるコースであった。これは、近隣に位置するスポーツランドSUGOと同じ条件である。また、タイトなコーナーが連続する中速サーキットとされ、国内の他サーキットに比べ路面抵抗摩擦（ミュー）が低いことから、タイヤ戦略が困難であると評価されていた。2007年にはコースの舗装が一部改修された。
全日本GT選手権（JGTC）が1994年から1998年、全日本F3選手権が1987年から2007年まで、数回開催された実績がある。
2007年以降は、スーパー耐久レース以外に大きなイベントの開催が少なくなった。これに伴いコースレベルが整っていること、年間を通してスケジュールに余裕があること、仙台市中心やICからのアクセスが良く宿泊施設が整備されていること等の条件がよいため、走り込みたい個人利用以外にモータースポーツライセンスの講習会やママチャリレース等、小規模のイベント等の開催が容易であった。
このほか、日本国内の車両関係メーカーがテスト車両やタイヤの開発に利用していた。また、日産・GT-Rの開発時に国内のテストコースとして使用された関連（当時のカルロス・ゴーン社長が視察に来たこともある）もあり、下記記載のとおりセーフティーカーとしてGT-Rが貸与されていた。
日本で唯一、SS1/4マイルが計測できる常設ドラッグコースが常設されていた。
2011年3月11日に発生した東北地方太平洋沖地震（東日本大震災）では、コースの一部が崩落するなどの被害を受けたが、補修され営業を継続していた。しかし、翌2012年には爆弾低気圧に襲われ、コントロールタワー等の施設が大きな損傷を受けた。このため同年以降はスーパー耐久を含む大規模レースイベントの開催を自粛し、小規模な走行会イベントなどを中心に運営を続けていた。
2014年9月15日をもって営業を終了し、サーキットの建物および路面は撤去された。
2017年9月20日、サーキットの解体時に発生した産業廃棄物（アスファルト片など）が、適正に処理されずに仙台ハイランド敷地内に不法投棄されていたとして、宮城県警察は解体業者など関係先を家宅捜索するとともに、同月25日、不法投棄箇所の掘削を伴う捜索を行った。

#### 幻の世界スポーツプロトタイプカー選手権（WSPC）開催
1987年、世界スポーツプロトタイプカー選手権（WSPC）が開催される予定であった。開催基準を満足するために、国際自動車連盟（FIA）および日本自動車連盟（JAF）の査察を幾度か受け入れコース改修作業を実施したが、最終確認時に開催基準をクリアすることができず、開催1週間前に断念した。

### 西仙台ハイランドスキー場
最寄駅であった東日本旅客鉄道（JR東日本）仙山線の西仙台ハイランド駅（2014年廃止）からの無料送迎サービスがあり、保護者の同伴なしで中高生の施設利用が可能であった。一方、同じ仙山線の山形寄りに、施設の規模が大きく積雪量、雪質ともに良好な山形県の面白山高原スキー場（2009年度以降休止中）が位置していた。スノーパーク面白山の最寄り駅である面白山高原駅のホームは、直接ゲレンデに繋がり利便性が格段に良かった。以上の条件から、当時の宮城県の学生達は、西仙台ハイランドスキー場よりも面白山高原スキー場を利用することが多かった。
ハーフパイプ設備が宮城県内のスキー場では唯一存在し、冬季以外も利用可能な人工スキー場の営業が行われていた時期があった。

## 沿革
- 1974年8月 - 仙台市の西に隣接する宮城郡宮城町に、西仙台ハイランドとしてオープン。
- 1990年8月 - 仙台ハイランドに改称。
- 2006年5月24日 - 仙台ハイランドカントリークラブの親会社である青葉ゴルフが資金繰りに行き詰まり、会員権預託金返還が難しくなったため、同日付で仙台地方裁判所に民事再生法を申請。
- 2014年9月 - 仙台ハイランドレースウェイが営業終了。
- 2015年8月 - 仙台ハイランド遊園地が営業終了。
- 2016年11月 - 仙台ハイランドカントリークラブが営業終了。
- ハイランド再生チームにより高校生企画のイベントハイランド夏祭りが開催。限界ニュータウン探訪記の講演が行われた。
- 2024年7月　株式会社ハイランドエステート設立により仙台ハイランド付随の団地内管理が再開される。

## その他
- テレビ朝日のドラマ「西部警察 PART-III」第32話で、クライマックスのロケに使われた。
- 1990年（平成2年）に仙台地区に流れた仙台ハイランドのCM（TVCM）にて、現在の「ハリケーンコースター」とは全く違うタイプのジェットコースターがCMで流されていた[注 3]。
- ジャッキー・チェン主演の映画『デッドヒート』(1996)の舞台となった。
- 開発テストに使用された日産・GT-R（左ハンドル　ニュルブルクリンク仕様）がセーフティカーに使用されていた。またこのプラモデルが青島文化教材社から販売されている。
- 遊園地に設置されていた観覧車は、閉鎖後に東北楽天ゴールデンイーグルスの本拠地である本拠地球場（楽天生命パーク宮城）に移設され、野球場では国内初の施設として稼働している[11]。

## アクセス
- 仙台市営バス「仙台ハイランド入口」下車。

※バス停の名称は、仙台ハイランド閉鎖後に「鳳鳴四十八滝入口」に改名している。
- 東日本旅客鉄道（JR東日本）仙山線作並駅や熊ケ根駅の駅前の公衆電話から仙台ハイランドに電話して、無料シャトルバスを呼ぶ[注 4]。
- 国道48号の西仙台ハイランド駅前のT字路を曲がり、道なりに約3km。

仙山線には開設当初の名称を冠した西仙台ハイランド駅（臨時駅）が存在していたが、2003年10月から全列車通過となり、2014年3月をもって廃止された。

### 注
1. ↑  仙台ハイランドカントリークラブについては、閉鎖期間中でも積雪状態によっては営業していた。
2. ↑  耐久レースを富士スピードウェイで開催し、1週間後にスプリントレースが開催される予定であった。
3. ↑  実際CMで流れていたジェットコースターは、当時の山梨・富士急ハイランドに有った「ムーンサルトスクランブル」だった。
4. ↑  熊ケ根駅には電話による送迎案内の掲示がされていた。